# 布鲁斯·麦克拉伦
布鲁斯·莱斯利·麦克拉伦（英語：Bruce Leslie McLaren，1937年8月30日—1970年6月2日）是一位新西兰籍赛车设计师、賽車手、工程师和发明家。
他在1966年创建了以自己姓氏命名的车队：迈凯伦车队，该车队赢得了20座制造商世界冠军和车手世界冠军，是一级方程式赛车历史上最为成功的车队之一。麦克拉伦赛车还主宰过加拿大-美国挑战杯：56场胜利（其中相当一部分由布鲁斯本人驾驶获得）和1967至1972间的车队五连冠。在印第安纳波利斯500、24小时勒芒以及12小时赛百灵中，麦克拉伦赛车也有多个冠军入账。1970年6月2日，在古德伍德赛道上测试赛车期间，布鲁斯驾驶的M8D尾部在时速170英里的速度下脱离地面。汽车在旋转中脱离赛道，撞上了保护堤。年仅32岁的布鲁斯，从汽车的残骸被甩出，当场死亡。

## 早年
麦克拉伦出生于新西兰奥克兰并在芳草地小学学习。九岁时，臀部感染一种骨病，造成左腿短于右腿。布鲁斯的父母经营着一家位于奥克兰雷穆伊拉路边的服务站。